# برایان جیمز فاکس
برایان جیمز فاکس (انگلیسی: Brian James Fox) موسیقی‌دان اهل ایالات متحده آمریکا است.